# Toru Yoshikawa
Toru Yoshikawa (吉川 亨, Yoshikawa Toru) est un footballeur japonais né le 13 décembre 1961.